# Felsnadel
Eine Felsnadel, auch Felsturm oder  Felszinne genannt, ist ein freistehender, relativ schlanker, turmartiger Felsen. 
Beispiele sind die Gipfelspitze der Aiguille du Midi im Montblanc-Massiv, die annähernd 43 m hohe Barbarine an der Südseite des Pfaffensteins bei Königstein, die Bischofsmütze, die Drei Zinnen, die Vajolet-Türme in den Dolomiten und die Fiamma im Bergell und der Campanile di Val Montanaia.
Für Felszinne, Felsspitze steht lateinisch scopulus (vergl. Scuol).

## Galerie

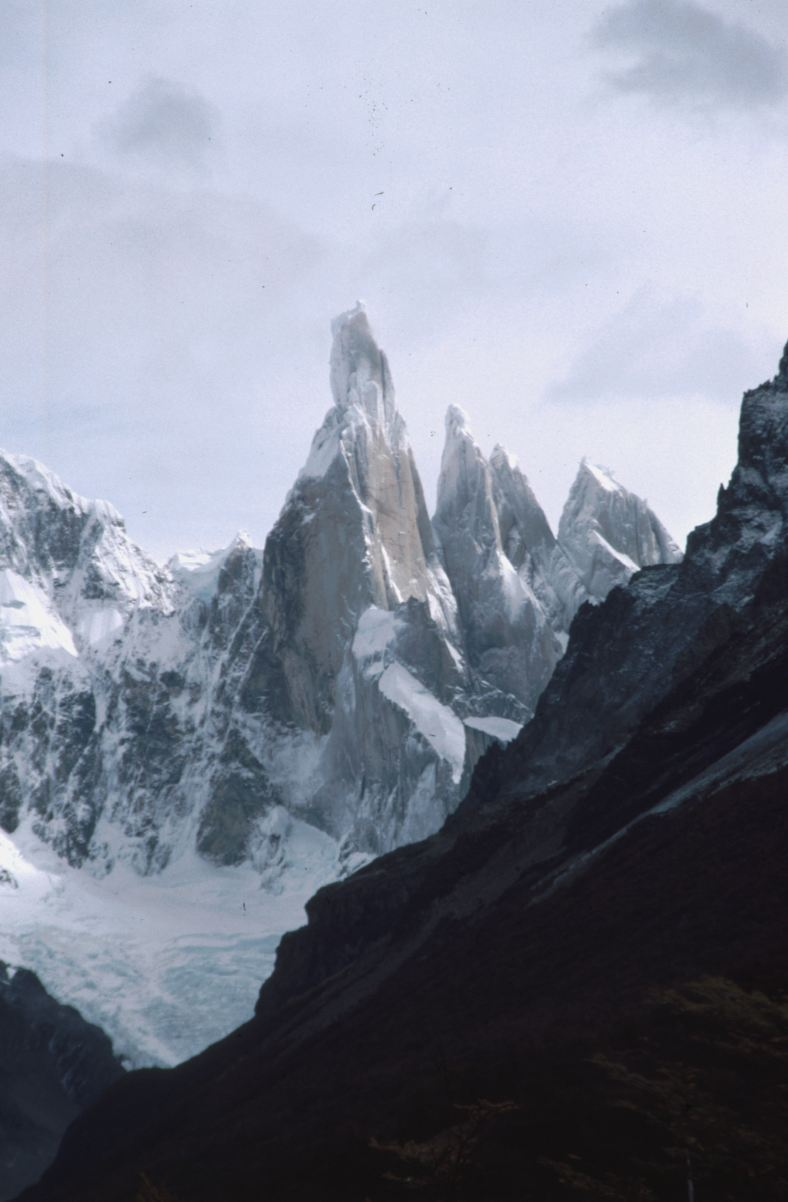
Cerro Torre 3.133 m (Südflanke ~2150 m), Patagonien, Argentinien/Chile
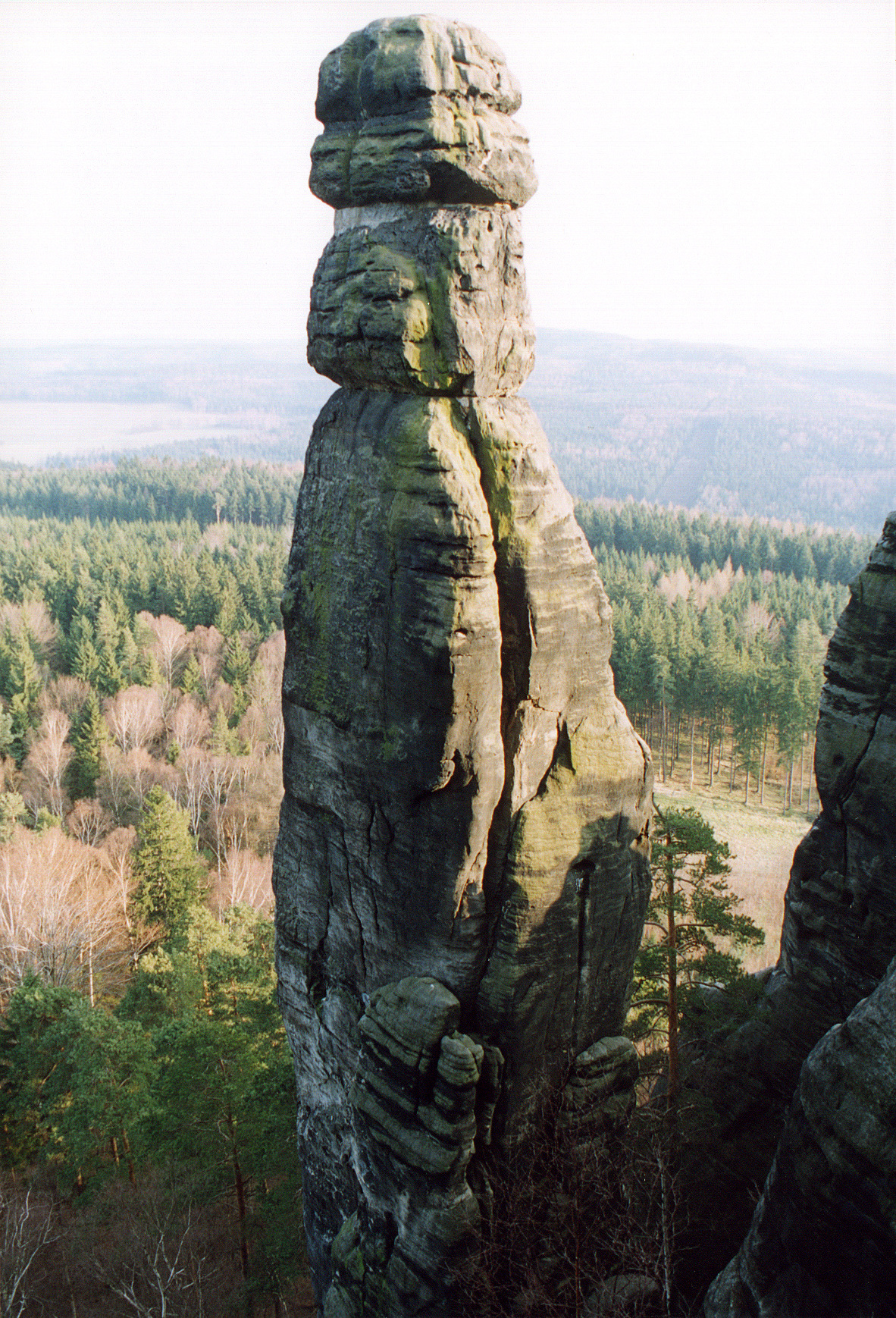
Barbarine (43 m hoch), Sächsische Schweiz
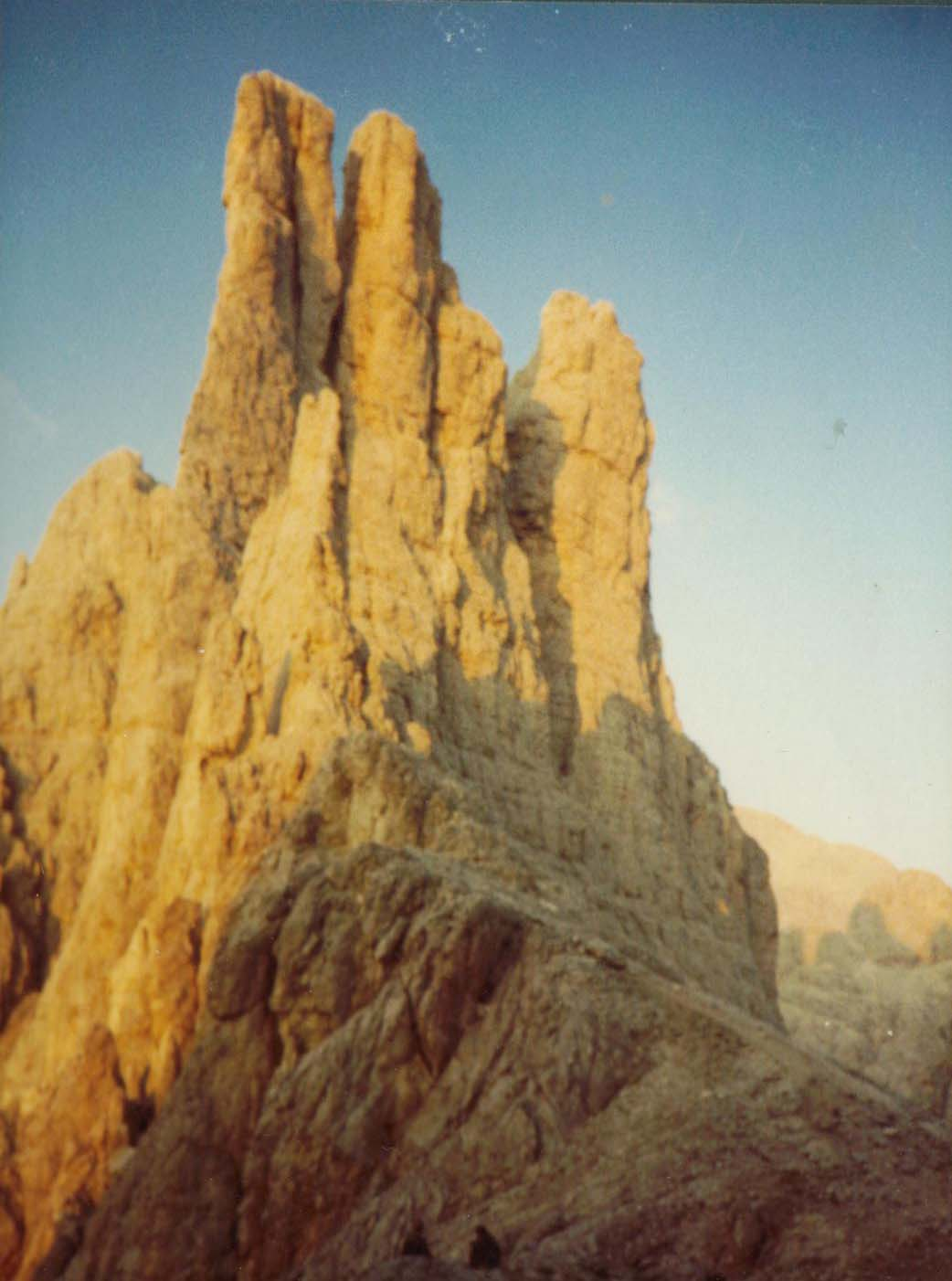
Vajolet-Türme 2.790 m (Hauptturm 120 m hoch), Südtirol, Italien
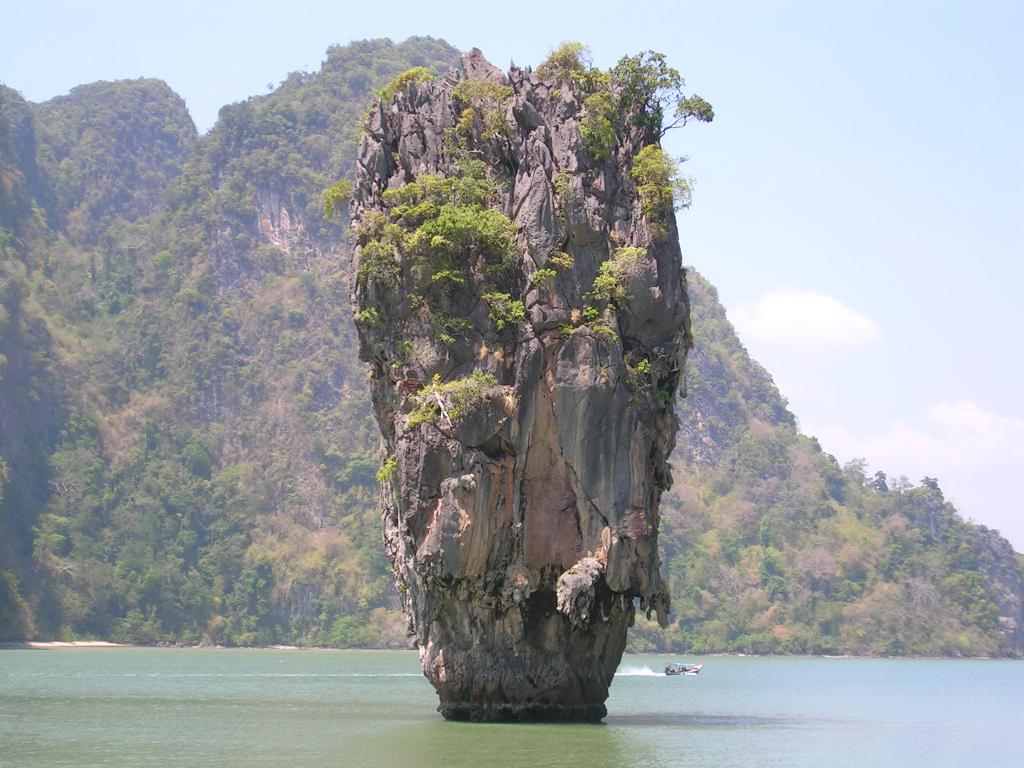
Khao Ta-Pu (bekannt als „James-Bond-Insel“) vor Khao Phing Kan, Thailand
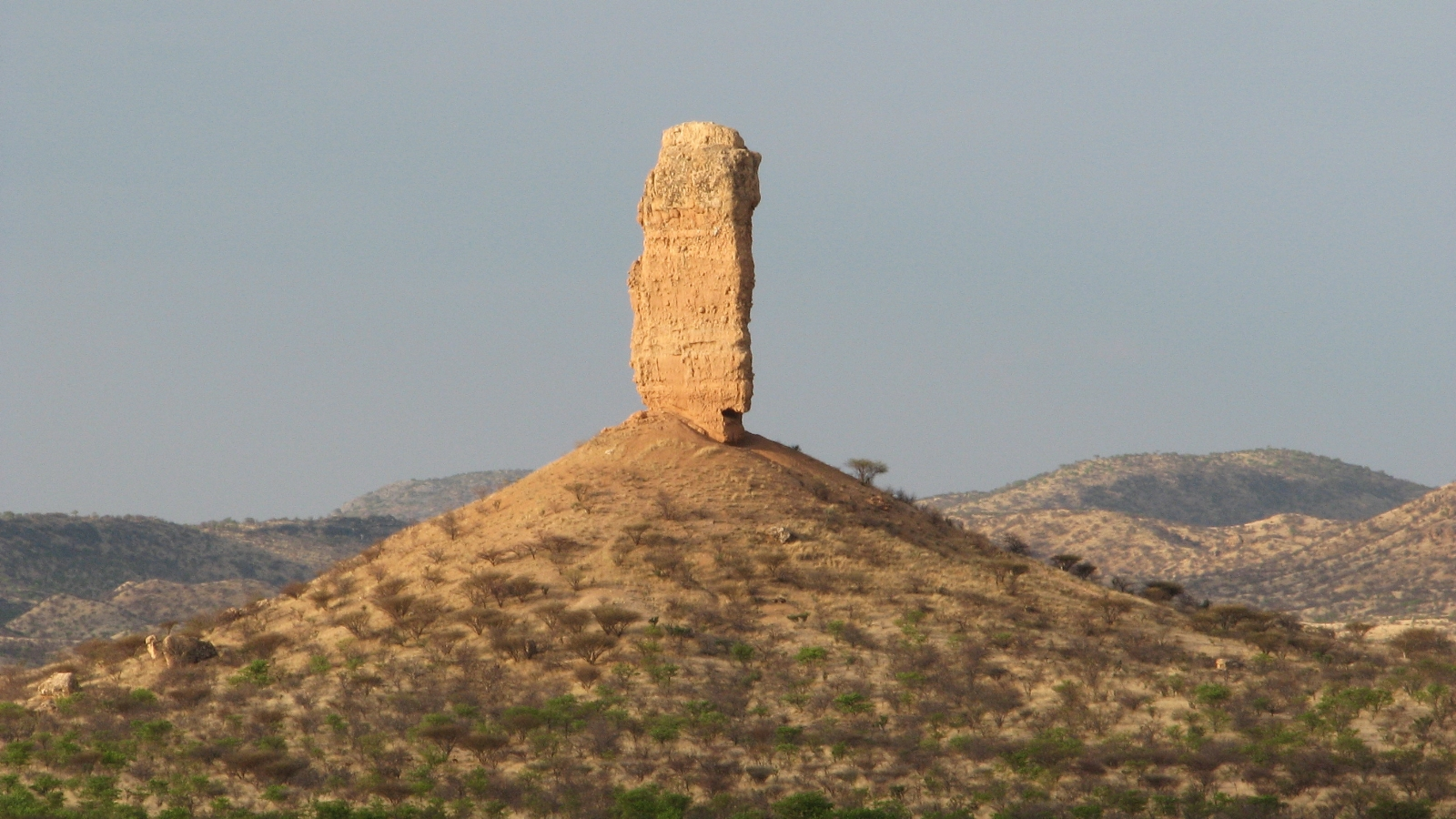
Fingerklippe 35 m hoch, Namibia
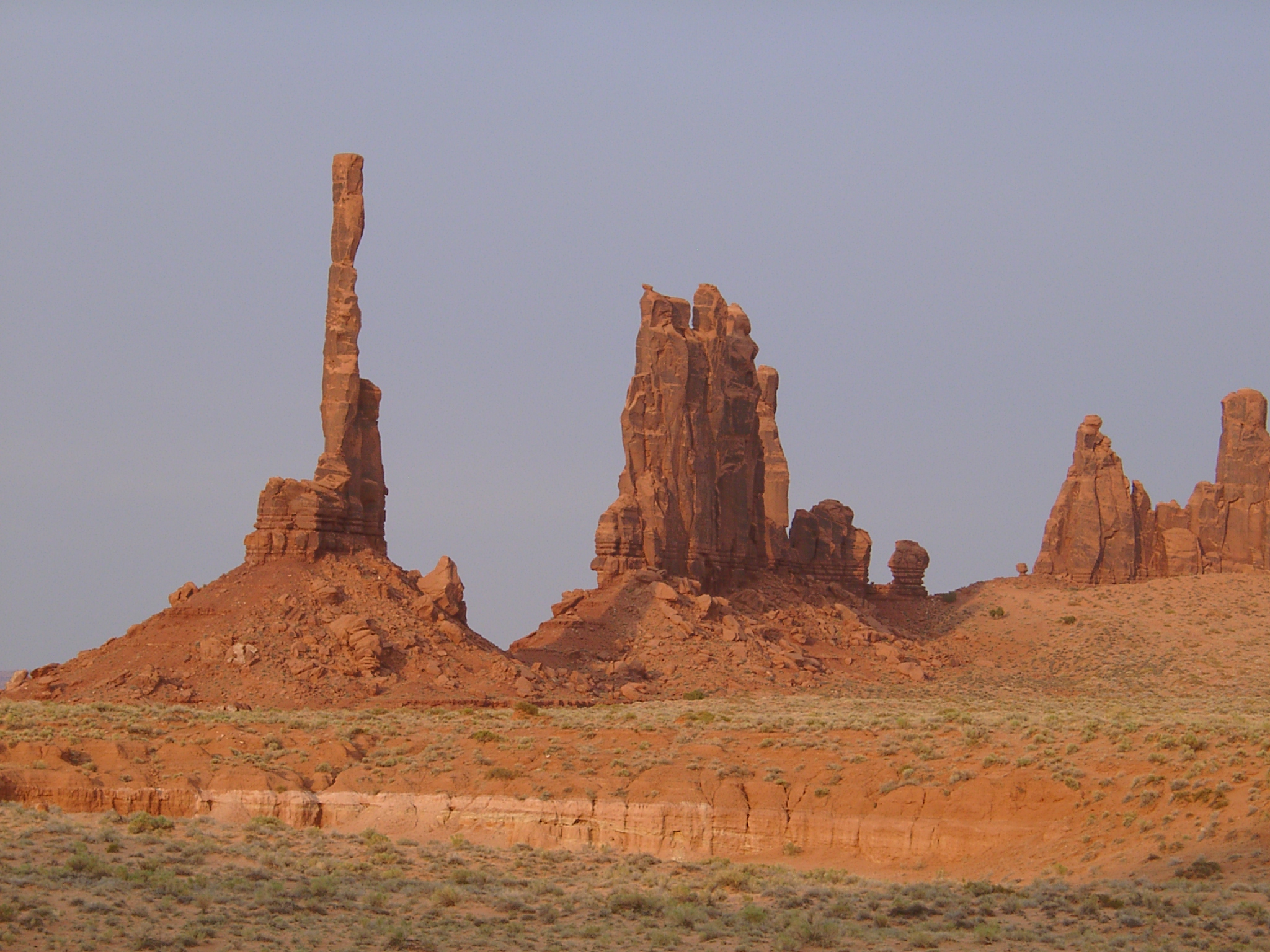
Totem Pole (137 m hoch) im Monument Valley, USA
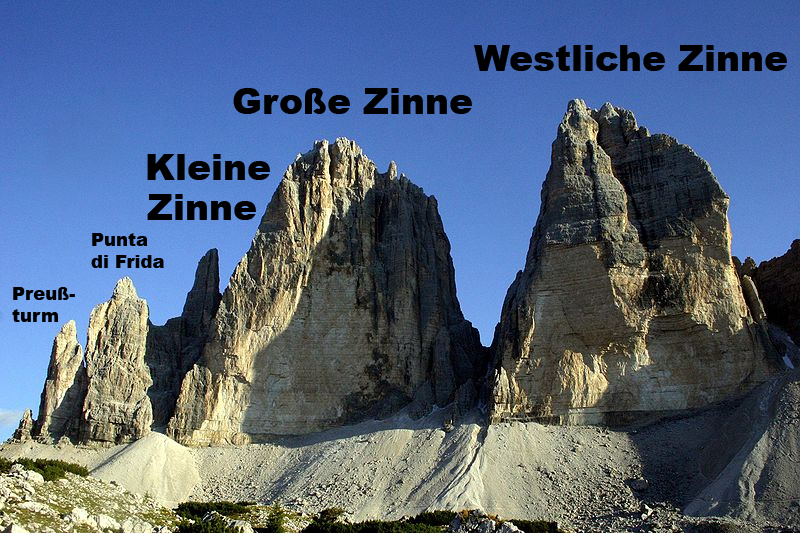
Die Drei Zinnen in den Dolomiten in Italien
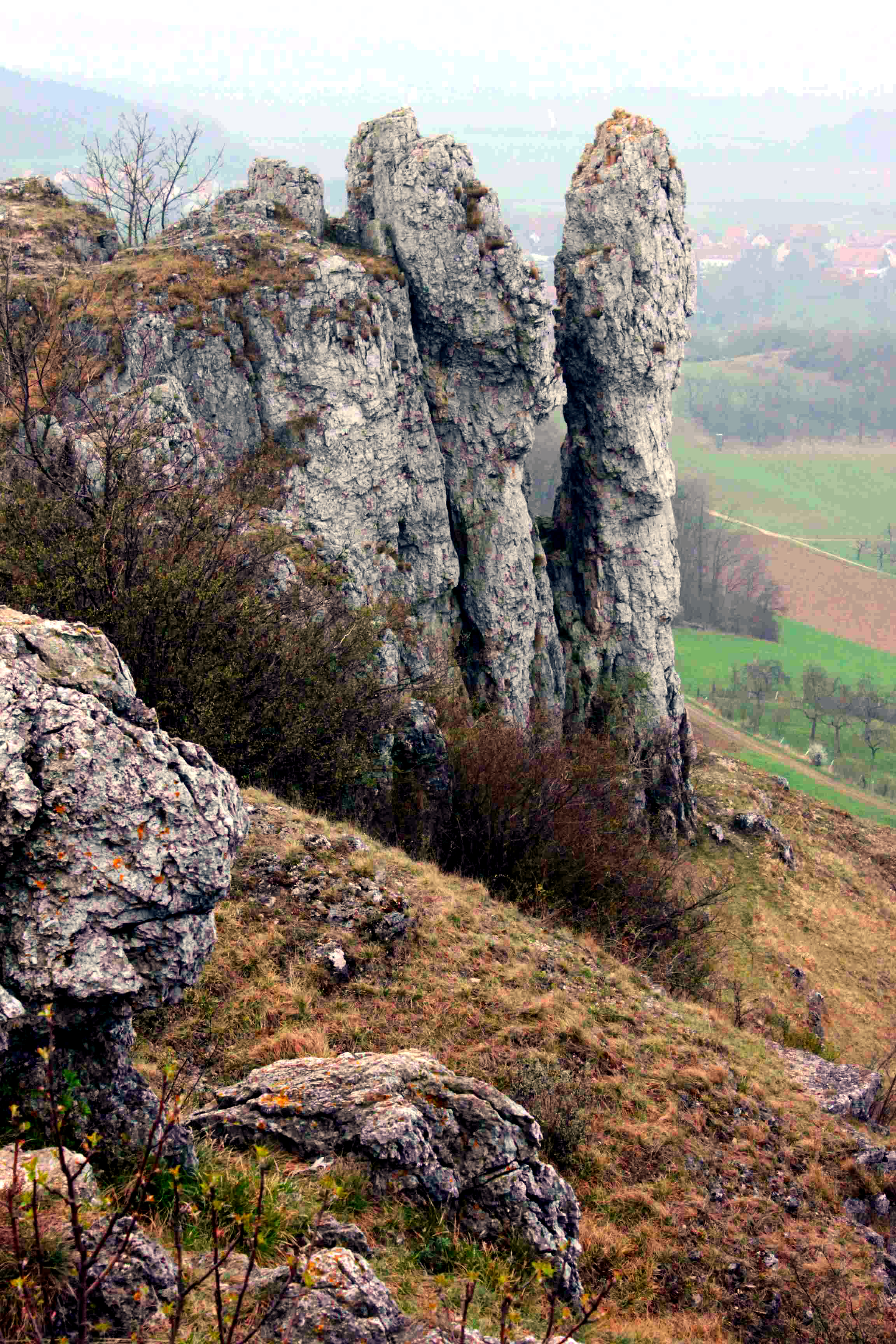
Wiesenthauer Nadel an der Ehrenbürg